# Turismo comunitario
El turismo  comunitario (TC) es un modelo de gestión que otorga un rol de liderazgo a la comunidad donde se desarrollan actividades de recreación y ocio, no obstante, muchas veces se lo clasifica erróneamente como un tipo o modalidad de turismo, lo cual ha generado mucha confusión. Para la Federación Plurinacional de Turismo Comunitario de Ecuador, el TC es la relación de la comunidad con los visitantes desde una perspectiva intercultural en el desarrollo de viajes organizados con la participación consensuada de sus miembros, garantizando el manejo adecuado de los recursos naturales, la valoración de sus patrimonios, los derechos culturales y territoriales de las nacionalidades y pueblos para la distribución equitativa de los beneficios generados. No comprender este término ha ocasionado que se use indistintamente como un adjetivo para describir a cualquier comunidad dedicada al turismo incluso si fuera urbana y si la gestión no fuese realmente comunitaria,  de ahí que posteriormente surgiera el término Turismo Rural Comunitario (TCR) para referirse exclusivamente a lo rural.    
El  TC surge como una alternativa económica de las comunidades rurales, campesinas, indígenas, mestizas o afrodescendientes propias de un país, para generar ingresos complementarios a las actividades económicas diarias y defender y revalorizar los recursos culturales y naturales locales.Se caracteriza por la autenticidad de las actividades turísticas, posibilitando al turista compartir y descubrir a profundidad las tradiciones, costumbres y hábitos de una etnia o pueblo determinado. Se diferencia del Etnoturismo en que parte de las utilidades generadas por las actividades turísticas se reinvierten en planes y programas comunitarios.
El turismo es un sector económico en crecimiento. Está ligado al uso del patrimonio natural y cultural. La falta de ordenamiento y regulación han dado lugar a un turismo masivo y descontrolado que amenaza al patrimonio, generando problemas sociales que han alterado los modos de vida principalmente de las comunidades. Estas debilidades inciden en la calidad del turismo con una oferta poca diversificada y atención deficiente al turista. 
El patrimonio natural y cultural es el conjunto de bienes heredados de los padres y la naturaleza, constituye la memoria de los pueblos y el legado de las nuevas generaciones, lo que marca la diferencia de las sociedades y grupos, dándoles un sentido de identidad. El vínculo entre el turismo y el patrimonio es directo. El patrimonio tiene un valor de existencia generacional, por lo que no se lo debe considerar como un simple producto clásico de consumo. El turismo puede ser útil para efectuar y beneficiar obras de conservación patrimonial, con la consecuente generación de empleo. Esto tiene un límite donde se percibe una probabilidad de daño sobre las vertientes del patrimonio y su entorno. Patrimonio y turismo se pueden nutrir mutuamente de manera sana si no se ignora la cosmovisión local. 
El turismo en áreas patrimoniales debe considerar como elementos fundamentales los aspectos sociales, económicos, culturales y ambientales, así como la corresponsabilidad entre los actores locales y los turistas. Es necesario concebir un modelo de turismo basado en la valorización del patrimonio como generador de valor agregado para las poblaciones locales, afirmando la necesidad de revertir el modelo de consumismo por un modelo de desarrollo social, con identidad, económico y ambientalmente sostenible.  
Las comunidades Pueblos y Nacionalidades proyectan al turismo comunitario como una actividad económica de gran envergadura, para dinamizar económica, turística, social, ambiental y culturalmente al País. Considera que una de las mayores amenazas para el desarrollo de esta actividad, está en los poderes económicos y políticos que promueven el modelo privado discriminatorio, con sus permanentes pretensiones de desaparición de todo lo que sea comunitario: organización, institución, producción, territorio y patrimonio natural y cultural.

## Conceptualización
Tres ideas básicas forman el concepto de turismo comunitario:
- Se trata de una actividad económica, puesto que mueve los elementos de la producción y el intercambio de bienes y servicios para la satisfacción de las necesidades del turista.
- Sus prestadores son y deben ser miembros de una Comunidad. Los agentes concretos que prestan los servicios a los/as visitantes, son las personas que forman parte de una comunidad.
- Se ofrece como producto turístico principal la convivencia en la comunidad. El turista convive con los miembros de la comunidad, en razón de que el atractivo radica en su participación en forma activa en las costumbres y hábitos de la vida comunitaria, disfrutando su etnografía y su patrimonio natural y cultural.

Se lo define como: 

…la relación de la comunidad con los visitantes desde una perspectiva intercultural, con participación consensuada de sus miembros, garantizando el manejo adecuado de los recursos naturales, la valoración de sus Patrimonios, los derechos culturales y territoriales de las Nacionalidades y Pueblos, para la distribución equitativa de los beneficios generados.

## Ejes
Los Ejes de desarrollo sobre los cuales pone énfasis el turismo comunitario son:
1. Organización: consolidación, mediación, resolución de conflictos y el tejido de estructuras organizativas en las comunidades, organizaciones o emprendimientos de turismo comunitario.
2. Cultura: valorar, concienciar, rescatar y preservar las expresiones culturales propias de las comunidades y comuneros con relación a su territorio.
3. Ambiente: capacitación, conservación y manejo de los recursos naturales, de los cuales hace uso el turismo comunitario para ofrecer productos turísticos, y la lucha en la recuperación de los territorios comunales para un adecuado manejo por parte de las comunidades.
4. Economía: dinamización, integración y fortalecimiento del modelo de economía social y solidaria motor de los emprendimientos de turismo comunitario.

## Experiencias Exitosas

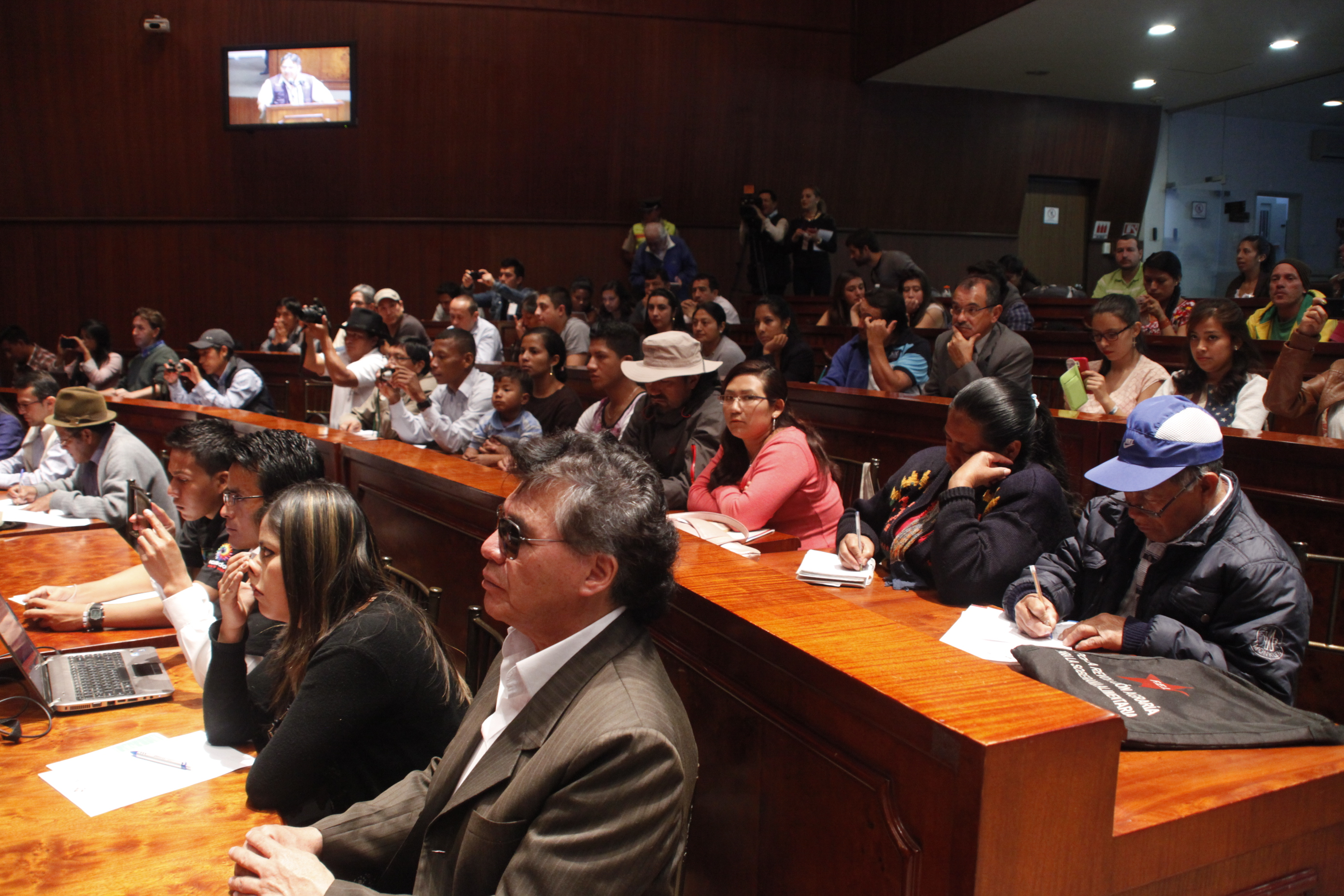
Foro Taller Turismo Comunitario en el Ecuador

Si bien el turismo comunitario no se ha consolidado a nivel mundial, debido principalmente a que se trata de un concepto de desarrollo relativamente nuevo y que se encuentra en permanente evolución, África, Asia y Latinoamérica son las regiones del planeta donde existen proyectos de este tipo.
El Ecuador es uno de los países más desarrollados y reconocidos en el ejercicio del Turismo Comunitario. Cuenta con cerca de cien (100) experiencias comunitarias y otro tanto en proceso de formación. Todas ellas situadas a lo largo de su territorio, y que se encuentran desde el nivel del mar hasta los 4000 metros de altura. Este desarrollo se debe sobre todo a la misma autogestión y emprendimiento de las comunidades, además del apoyo que ha recibido de organismos internacionales de cooperación, organismos no gubernamentales, fundaciones sin fines de lucro y el sector público. El sector privado y las grandes industrias del turismo convencional se han mantenido al margen, salvo en contados casos específicos.
En el Ecuador las Comunidades, y por ende las operaciones de Turismo Comunitario que los representan, se agrupan dentro de la Federación Plurinacional de Turismo Comunitario del Ecuador, FEPTCE, que es el organismo gremial representativo del turismo comunitario en este país. Está estructurada con representantes de todas las comunidades involucradas y de las federaciones o redes provinciales y regionales, en donde destaca la Red de Turismo Comunitario del Austro Pakariñan (Camino del Amanecer, en lengua Kañari), que aglutina a todo el sur del Ecuador. Además en la costa de Ecuador está la comunidad de Salango.